# 대만땃쥐
대만땃쥐(Crocidura tanakae)는 땃쥐과에 속하는 포유류의 일종이다. 이전에는 대만에서만 서식하는 종으로 믿었지만, 현재는 베트남에서도 발견되는 것으로 알려져 있다.